# 威廉·漢森出版
威廉·漢森出版（英語：Edition Wilhelm Hansen）是一家位於丹麥的出版社，創立於1857年，主要業務是古典音樂樂譜、錄音的出版。

## 沿革
1811年，「克里斯提阿與葛里森」（Christiani & Grisson）公司創立，1857年由印刷業者威廉·漢森收購。該出版社最早的總部位於哥本哈根。
目前，威廉·漢森出版屬於懷斯音樂集團（Wise Music Group）所有。

## 外部連結
- 威廉·漢森出版的免费乐谱，由国际乐谱典藏计划提供
- 威廉·漢森出版的官方網站 （页面存档备份，存于）